# Euroligue de basket-ball 2015-2016
Navigation
Édition précédente Édition suivante
L'Euroligue de basket-ball 2015-2016 (ou Turkish Airlines Euroleague pour des raisons de parrainage) est la 16e édition de l'Euroligue masculine (et la 59e édition de la plus prestigieuse coupe des clubs européens). La compétition rassemble les 24 meilleurs clubs de basket-ball de la zone FIBA Europe.

## Saison régulière
Le premier tour a lieu du 15 octobre au 18 décembre 2015.

### Équipes participantes
24 équipes disputent la saison régulière dont le vainqueur du tournoi préliminaire. Les 24 équipes qualifiées sont :
- Cedevita Zagreb, vice-champion de la Ligue adriatique ;
- Real Madrid, champion d'Espagne et tenant du titre ;
- FC Barcelone Lassa, vice-champion d'Espagne ;
- Unicaja Málaga, 3e du championnat d'Espagne ;
- Laboral Kutxa Vitoria Gasteiz, 6e du championnat d'Espagne ;
- Limoges CSP, champion de France ;
- Strasbourg IG, vice-champion de France ;
- Brose Baskets Bamberg, champion d'Allemagne ;
- Bayern Munich, vice-champion d'Allemagne ;
- Olympiakós Le Pirée, champion de Grèce ;
- Panathinaïkos Athènes, vice-champion de Grèce ;
- Maccabi Tel-Aviv, 3e du championnat d'Israël ;
- Dinamo Basket Sassari, champion d'Italie ;
- EA7 Emporio Armani Milan, 3e du championnat d'Italie ;
- Žalgiris Kaunas, champion de Lituanie ;
- Stelmet Zielona Góra, champion de Pologne ;
- CSKA Moscou, champion de Russie ;
- BC Khimki Moscou, vice-champion de Russie ;
- Lokomotiv Kouban-Krasnodar, 3e du championnat de Russie ;
- Étoile rouge de Belgrade, champion de la Ligue adriatique ;
- Pınar Karşıyaka, champion de Turquie ;
- Anadolu Efes Istanbul, vice-champion du championnat de Turquie ;
- Fenerbahçe Ülker Istanbul, 3e du championnat de Turquie ;
- Darüşşafaka Doğuş, 5e du championnat de Turquie.

### Tirage au sort
Le tirage au sort de l'Euroligue a lieu le 9 juillet 2015.
Les équipes ont été réparties en 6 pots de 4 équipes. Deux équipes d'une même nation ne peuvent pas s'affronter lors de cette première phase.
Les 4 premières équipes de chaque groupe sont qualifiées pour le Top 16. Le format de la compétition évolue puisque désormais les deux dernières équipes de chaque groupe sont repêchées et participent à l'EuroCoupe 2015-2016 qu'elles intègrent au stade du 2e tour.

### Chapeaux
| Pot 1                                                          | Pot 2                                                                                  | Pot 3                                                                                    | Pot 4                                                                                   | Pot 5                                                           | Pot 6                                                                |
| -------------------------------------------------------------- | -------------------------------------------------------------------------------------- | ---------------------------------------------------------------------------------------- | --------------------------------------------------------------------------------------- | --------------------------------------------------------------- | -------------------------------------------------------------------- |
| CSKA Moscou Real Madrid FC Barcelone Lassa Olympiakós Le Pirée | Maccabi Tel-Aviv Panathinaïkos Athènes Fenerbahçe Ülker Istanbul Anadolu Efes Istanbul | BC Khimki Moscou Laboral Kutxa Vitoria Gasteiz Lokomotiv Kouban-Krasnodar Unicaja Málaga | Žalgiris Kaunas EA7 Emporio Armani Milan Étoile rouge de Belgrade Brose Baskets Bamberg | Pınar Karşıyaka Darüşşafaka Doğuş Cedevita Zagreb Bayern Munich | Dinamo Basket Sassari Stelmet Zielona Góra Limoges CSP Strasbourg IG |

### Groupe A
| Rang | Équipe                    | Pts | J  | G | P | Pp  | Pc  | Diff |  | Résultats (dom.\ext.)     |       |       |       |       |        |       |
| ---- | ------------------------- | --- | -- | - | - | --- | --- | ---- |  | ------------------------- | ----- | ----- | ----- | ----- | ------ | ----- |
| 1    | Fenerbahçe Ülker Istanbul | 18  | 10 | 8 | 2 | 777 | 700 | 77   |  | Real Madrid               |       | 80-73 | 82-85 | 98-71 | 101-99 | 97-65 |
| 2    | BC Khimki Moscou          | 15  | 10 | 5 | 5 | 798 | 740 | 58   |  | Fenerbahçe Ülker Istanbul | 77-66 |       | 88-83 | 79-61 | 74-67  | 81-64 |
| 3    | Real Madrid               | 15  | 10 | 5 | 5 | 854 | 817 | 37   |  | BC Khimki Moscou          | 84-70 | 68-70 |       | 91-53 | 70-81  | 88-62 |
| 4    | Étoile rouge de Belgrade  | 15  | 10 | 5 | 5 | 766 | 813 | -47  |  | Étoile rouge de Belgrade  | 94-88 | 60-74 | 96-91 |       | 85-76  | 81-59 |
| 5    | Bayern Munich             | 14  | 10 | 4 | 6 | 763 | 780 | -17  |  | Bayern Munich             | 67-86 | 67-84 | 69-60 | 79-90 |        | 76-61 |
| 6    | Strasbourg IG             | 13  | 10 | 3 | 7 | 711 | 805 | -94  |  | Strasbourg IG             | 93-86 | 91-70 | 69-78 | 78-75 | 69-82  |       |

- Qualification pour le Top 16
- Repêchage pour le 2e tour de l'EuroCoupe 2015-2016

### Groupe B
| Rang | Équipe                        | Pts | J  | G | P | Pp  | Pc  | Diff |  | Résultats (dom.\ext.)         |       |       |        |       |       |       |
| ---- | ----------------------------- | --- | -- | - | - | --- | --- | ---- |  | ----------------------------- | ----- | ----- | ------ | ----- | ----- | ----- |
| 1    | Olympiakós Le Pirée           | 18  | 10 | 8 | 2 | 761 | 692 | 69   |  | Olympiakós Le Pirée           |       | 68-81 | 59-52  | 73-63 | 76-61 | 75-49 |
| 2    | Laboral Kutxa Vitoria Gasteiz | 16  | 10 | 6 | 4 | 854 | 759 | 95   |  | Anadolu Efes Istanbul         | 87-91 |       | 95-86  | 89-73 | 75-81 | 92-74 |
| 3    | Anadolu Efes Istanbul         | 16  | 10 | 6 | 4 | 863 | 805 | 58   |  | Laboral Kutxa Vitoria Gasteiz | 96-89 | 92-90 |        | 94-82 | 92-70 | 92-56 |
| 4    | Cedevita Zagreb               | 14  | 10 | 4 | 6 | 750 | 780 | -30  |  | EA7 Emporio Armani Milan      | 66-71 | 88-84 | 78-76  |       | 68-77 | 69-77 |
| 5    | Limoges CSP                   | 13  | 10 | 3 | 7 | 698 | 823 | -125 |  | Cedevita Zagreb               | 70-83 | 75-81 | 76-67  | 82-85 |       | 80-84 |
| 6    | EA7 Emporio Armani Milan      | 13  | 10 | 3 | 7 | 737 | 797 | -60  |  | Limoges CSP                   | 67-76 | 77-89 | 71-107 | 74-65 | 69-78 |       |

- Qualification pour le Top 16
- Repêchage pour le 2e tour de l'EuroCoupe 2015-2016

### Groupe C
| Rang | Équipe                     | Pts | J  | G | P | Pp  | Pc  | Diff |  | Résultats (dom.\ext.)      |       |       |       |       |        |       |
| ---- | -------------------------- | --- | -- | - | - | --- | --- | ---- |  | -------------------------- | ----- | ----- | ----- | ----- | ------ | ----- |
| 1    | Lokomotiv Kouban-Krasnodar | 18  | 10 | 8 | 2 | 754 | 683 | 71   |  | FC Barcelone Lassa         |       | 77-52 | 72-68 | 88-92 | 107-79 | 78-72 |
| 2    | FC Barcelone Lassa         | 16  | 10 | 6 | 4 | 822 | 747 | 75   |  | Panathinaïkos Athènes      | 93-86 |       | 71-77 | 91-56 | 85-73  | 82-51 |
| 3    | Panathinaïkos Athènes      | 16  | 10 | 6 | 4 | 756 | 710 | 46   |  | Lokomotiv Kouban-Krasnodar | 78-74 | 81-70 |       | 80-50 | 72-53  | 51-66 |
| 4    | Žalgiris Kaunas            | 15  | 10 | 5 | 5 | 697 | 731 | -34  |  | Žalgiris Kaunas            | 78-85 | 72-75 | 74-76 |       | 74-52  | 67-56 |
| 5    | Pınar Karşıyaka            | 13  | 10 | 3 | 7 | 698 | 752 | -54  |  | Pınar Karşıyaka            | 71-62 | 66-69 | 78-88 | 66-68 |        | 77-66 |
| 6    | Stelmet Zielona Góra       | 12  | 10 | 2 | 8 | 664 | 802 | -138 |  | Stelmet Zielona Góra       | 64-93 | 71-68 | 75-83 | 62-66 | 81-83  |       |

- Qualification pour le Top 16
- Repêchage pour le 2e tour de l'EuroCoupe 2015-2016

### Groupe D
| Rang | Équipe                | Pts | J  | G | P  | Pp  | Pc  | Diff |  | Résultats (dom.\ext.) |        |        |       |       |       |       |
| ---- | --------------------- | --- | -- | - | -- | --- | --- | ---- |  | --------------------- | ------ | ------ | ----- | ----- | ----- | ----- |
| 1    | CSKA Moscou           | 19  | 10 | 9 | 1  | 911 | 784 | 127  |  | CSKA Moscou           |        | 100-69 | 78-86 | 83-77 | 94-66 | 93-87 |
| 2    | Unicaja Málaga        | 17  | 10 | 7 | 3  | 761 | 719 | 42   |  | Maccabi Tel-Aviv      | 82-88  |        | 82-93 | 85-65 | 73-84 | 79-63 |
| 3    | Brose Baskets Bamberg | 16  | 10 | 6 | 4  | 767 | 731 | 36   |  | Unicaja Málaga        | 76-88  | 82-68  |       | 76-71 | 81-69 | 80-62 |
| 4    | Darüşşafaka Doğuş     | 14  | 10 | 4 | 6  | 704 | 740 | -36  |  | Brose Baskets Bamberg | 88-100 | 77-66  | 73-53 |       | 86-76 | 86-54 |
| 5    | Maccabi Tel-Aviv      | 14  | 10 | 4 | 6  | 750 | 792 | -42  |  | Darüşşafaka Doğuş     | 75-80  | 66-70  | 63-57 | 54-65 |       | 83-74 |
| 6    | Dinamo Basket Sassari | 10  | 10 | 0 | 10 | 690 | 839 | -149 |  | Dinamo Basket Sassari | 78-107 | 74-76  | 65-77 | 73-90 | 60-68 |       |

- Qualification pour le Top 16
- Repêchage pour le 2e tour de l'EuroCoupe 2015-2016

## Top 16
Les 16 équipes qualifiées à l'issue de la saison régulière sont réparties en deux groupes. Il se disputera entre le 29 décembre 2015 et le 8 avril 2016.

### Groupe E
| Rang | Équipe                     | Pts | J  | G  | P  | Pp   | Pc   | Diff |  | Résultats (dom.\ext.)      | FEN     |       |       |       | AE    |       |       | DAR   |
| ---- | -------------------------- | --- | -- | -- | -- | ---- | ---- | ---- |  | -------------------------- | ------- | ----- | ----- | ----- | ----- | ----- | ----- | ----- |
| 1    | Fenerbahçe Ülker Istanbul  | 25  | 14 | 11 | 3  | 1095 | 1032 | 63   |  | Fenerbahçe Ülker Istanbul  |         | 85-79 | 72-65 | 80-59 | 90-86 | 82-75 | 86-73 | 77-69 |
| 2    | Lokomotiv Kouban-Krasnodar | 23  | 14 | 9  | 5  | 1099 | 978  | 121  |  | Lokomotiv Kouban-Krasnodar | 52-55   |       | 86-62 | 81-60 | 78-77 | 76-67 | 87-63 | 82-58 |
| 3    | Panathinaïkos Athènes      | 23  | 14 | 9  | 5  | 1067 | 1027 | 40   |  | Étoile rouge de Belgrade   | 65-88   | 80-66 |       | 87-73 | 91-82 | 69-67 | 94-74 | 61-80 |
| 4    | Étoile rouge de Belgrade   | 21  | 14 | 7  | 7  | 1038 | 1060 | -22  |  | Unicaja Málaga             | 71-67   | 64-82 | 72-78 |       | 75-85 | 58-76 | 90-67 | 70-62 |
| 5    | Anadolu Efes Istanbul      | 21  | 14 | 7  | 7  | 1121 | 1106 | 15   |  | Anadolu Efes Istanbul      | 73-77   | 61-76 | 85-84 | 87-67 |       | 91-86 | 80-76 | 84-71 |
| 6    | Darüşşafaka Doğuş          | 19  | 14 | 5  | 9  | 1060 | 1083 | -23  |  | Panathinaïkos Athènes      | 76-71   | 84-79 | 63-74 | 68-66 | 83-78 |       | 76-60 | 82-79 |
| 7    | Unicaja Málaga             | 18  | 14 | 4  | 10 | 971  | 1076 | -105 |  | Cedevita Zagreb            | 89-59   | 75-89 | 83-62 | 78-91 | 84-80 | 60-78 |       | 77-83 |
| 8    | Cedevita Zagreb            | 18  | 14 | 4  | 10 | 1038 | 1127 | -89  |  | Darüşşafaka Doğuş          | 100-106 | 87-86 | 69-66 | 78-55 | 68-72 | 84-86 | 72-79 |       |

### Groupe F
| Rang | Équipe                        | Pts | J  | G  | P  | Pp   | Pc   | Diff |  | Résultats (dom.\ext.)         |       | CSK    | KHI    | FCB   |       | LAB   | RM    |        |
| ---- | ----------------------------- | --- | -- | -- | -- | ---- | ---- | ---- |  | ----------------------------- | ----- | ------ | ------ | ----- | ----- | ----- | ----- | ------ |
| 1    | CSKA Moscou                   | 24  | 14 | 10 | 4  | 1299 | 1185 | 114  |  | Olympiakos Le Pirée           |       | 96-99  | 89-77  | 74-62 | 72-77 | 82-68 | 99-84 | 74-59  |
| 2    | Laboral Kutxa Vitoria Gasteiz | 23  | 14 | 9  | 5  | 1110 | 1075 | 35   |  | CSKA Moscou                   | 95-85 |        | 108-98 | 93-82 | 91-70 | 90-78 | 95-81 | 100-86 |
| 3    | FC Barcelone Lassa            | 22  | 14 | 8  | 6  | 1085 | 1059 | 26   |  | BC Khimki Moscou              | 98-66 | 91-89  |        | 75-61 | 78-61 | 76-68 | 82-93 | 111-80 |
| 4    | Real Madrid                   | 21  | 14 | 7  | 7  | 1173 | 1165 | 8    |  | FC Barcelone Lassa            | 82-66 | 100-98 | 87-70  |       | 75-57 | 78-81 | 72-65 | 92-86  |
| 5    | BC Khimki Moscou              | 21  | 14 | 7  | 7  | 1164 | 1138 | 26   |  | Brose Baskets Bamberg         | 72-71 | 91-83  | 84-79  | 74-70 |       | 89-66 | 86-90 | 96-63  |
| 6    | Brose Baskets Bamberg         | 21  | 14 | 7  | 7  | 1063 | 1088 | -25  |  | Laboral Kutxa Vitoria Gasteiz | 76-82 | 81-71  | 98-83  | 75-71 | 90-64 |       | 89-88 | 71-65  |
| 7    | Olympiakos Le Pirée           | 20  | 14 | 6  | 8  | 1083 | 1105 | -22  |  | Real Madrid                   | 84-72 | 87-96  | 83-70  | 86-87 | 82-79 | 68-77 |       | 92-86  |
| 8    | Žalgiris Kaunas               | 16  | 14 | 2  | 12 | 1007 | 1179 | -172 |  | Žalgiris Kaunas               | 75-55 | 59-94  | 71-76  | 59-66 | 75-73 | 68-89 | 75-90 |        |

## Phase éliminatoire
Les quarts-de-finale se jouent en 3 manches gagnantes. Les deux premières rencontres (et éventuellement la cinquième) ont lieu sur le terrain de la première équipe nommée. Les quatre équipes qualifiées disputent un Final Four.
|  | Quarts de finale                   | Quarts de finale              | Quarts de finale | Quarts de finale | Quarts de finale | Quarts de finale       |                        |                           | Demi-finales           | Demi-finales           |    |                           | Finale                        | Finale |
|  |                                    |                               |                  |                  |                  |                        |                        |                           |                        |                        |    |                           |                               |        |
|  | [E1] Fenerbahçe Ülker Istanbul     | 75                            | 100              | 75               | -                | -                      |                        |                           |                        |                        |    |                           |                               |        |
|  | [F4] Real Madrid                   | 69                            | 78               | 63               | -                | -                      |                        |                           |                        |                        |    |                           |                               |        |
|  | [F4] Real Madrid                   | 69                            | 78               | 63               | -                | -                      |                        | Fenerbahçe Ülker Istanbul | 88                     |                        |    |                           |                               |        |
|  |                                    |                               |                  |                  |                  |                        |                        | Fenerbahçe Ülker Istanbul | 88                     |                        |    |                           |                               |        |
|  |                                    | Laboral Kutxa Vitoria Gasteiz | 77               |                  |                  |                        |                        |                           |                        |                        |    |                           |                               |        |
|  | [F2] Laboral Kutxa Vitoria Gasteiz | Laboral Kutxa Vitoria Gasteiz | 77               | 84               | 82               | 84                     | -                      | -                         |                        |                        |    |                           |                               |        |
|  | [F2] Laboral Kutxa Vitoria Gasteiz |                               |                  | 84               | 82               | 84                     | -                      | -                         |                        |                        |    |                           |                               |        |
|  | [E3] Panathinaïkos Athènes         | 68                            | 78               | 75               | -                | -                      |                        |                           |                        |                        |    |                           |                               |        |
|  |                                    |                               |                  |                  |                  |                        |                        |                           |                        |                        |    | Fenerbahçe Ülker Istanbul | 96                            |        |
|  |                                    | CSKA Moscou                   | 101              |                  |                  |                        |                        |                           |                        |                        |    |                           |                               |        |
|  | [F1] CSKA Moscou                   | 84                            | 77               | 78               | -                | -                      |                        |                           |                        |                        |    |                           |                               |        |
|  | [E4] Étoile rouge de Belgrade      | 74                            | 76               | 71               | -                | -                      |                        |                           |                        |                        |    |                           |                               |        |
|  | [E4] Étoile rouge de Belgrade      | 74                            | 76               | 71               | -                | -                      |                        | CSKA Moscou               | 88                     |                        |    |                           |                               |        |
|  |                                    |                               |                  |                  |                  |                        |                        | CSKA Moscou               | 88                     |                        |    |                           |                               |        |
|  |                                    | Lokomotiv Kouban-Krasnodar    | 81               |                  |                  | Match pour la 3e place | Match pour la 3e place | Match pour la 3e place    | Match pour la 3e place | Match pour la 3e place |    |                           |                               |        |
|  | [E2] Lokomotiv Kouban-Krasnodar    | Lokomotiv Kouban-Krasnodar    | 81               | 66               | 66               | Match pour la 3e place | Match pour la 3e place | Match pour la 3e place    | Match pour la 3e place | Match pour la 3e place | 70 | 92                        | 81                            |        |
|  | [E2] Lokomotiv Kouban-Krasnodar    |                               |                  | 66               | 66               |                        |                        |                           |                        |                        | 70 | 92                        | 81                            |        |
|  | [F3] FC Barcelone Lassa            | 61                            | 92               | 82               | 80               | 67                     |                        |                           |                        |                        |    |                           | Laboral Kutxa Vitoria Gasteiz | 75     |
|  |                                    |                               |                  |                  |                  |                        |                        |                           |                        |                        |    |                           | Lokomotiv Kouban-Krasnodar    | 85     |

## Finale
| 15 mai 2016 20h00 | Rapport | Fenerbahçe Ülker                                                          | 96–101                   | CSKA Moscou                                           | OT | Mercedes-Benz Arena, Berlin Affluence : 12 250 Arbitres : Luigi Lamonica Robert Lottermoser Damir Javor | BeIN Sports |
| 15 mai 2016 20h00 | Rapport | Score par quart-temps : 20-22, 10-28, 23-19, 30-14 ; prolongation : 13-18 |                          |                                                       | OT | Mercedes-Benz Arena, Berlin Affluence : 12 250 Arbitres : Luigi Lamonica Robert Lottermoser Damir Javor | BeIN Sports |
| 15 mai 2016 20h00 | Rapport | Score par mi-temps : 30-50, 66-51                                         |                          |                                                       | OT | Mercedes-Benz Arena, Berlin Affluence : 12 250 Arbitres : Luigi Lamonica Robert Lottermoser Damir Javor | BeIN Sports |
| 15 mai 2016 20h00 | Rapport | Dixon, 17 Udoh, 11 Dixon, 4                                               | Points Rebonds Passes d. | de Colo, 22 Khryapa, Teodosić, 5 de Colo, Teodosić, 7 | OT | Mercedes-Benz Arena, Berlin Affluence : 12 250 Arbitres : Luigi Lamonica Robert Lottermoser Damir Javor | BeIN Sports |

## Récompenses individuelles
- Meilleur joueur :  Nando de Colo ( CSKA Moscou)[1]
- Meilleur marqueur (trophée Alphonso Ford) :  Nando de Colo ( CSKA Moscou)[2]
- Meilleur jeune joueur (joueur de moins de 22 ans) :  Álex Abrines ( FC Barcelone)[3]
- Meilleur défenseur :  Kyle Hines ( CSKA Moscou)[4]

| - Meilleur cinq : - G Malcolm Delaney ( Lokomotiv Kouban-Krasnodar) - G Miloš Teodosić ( CSKA Moscou) - G Nando de Colo ( CSKA Moscou) - PF/C Jan Veselý ( Fenerbahçe Ülker) - C Ioánnis Bouroúsis ( Laboral Kutxa) | - Deuxième meilleur cinq : - F Luigi Datome ( Fenerbahçe Ülker) - F Quincy Miller ( Étoile rouge de Belgrade) - PF/C Ekpe Udoh ( Fenerbahçe Ülker) - PF/C Anthony Randolph ( Lokomotiv Kouban-Krasnodar) - PF/C Gustavo Ayón ( Real Madrid) |

### Trophées mensuels
| Mois     | Joueur            | Équipe                        |
| -------- | ----------------- | ----------------------------- |
| Octobre  | Malcolm Delaney   | Lokomotiv Kouban-Krasnodar    |
| Novembre | Nicolò Melli      | Brose Baskets Bamberg         |
| Décembre | Gustavo Ayón      | Real Madrid                   |
| Janvier  | Jan Veselý        | Fenerbahçe Ülker Istanbul     |
| Février  | Nando de Colo     | CSKA Moscou                   |
| Mars     | Ioánnis Bouroúsis | Laboral Kutxa Vitoria Gasteiz |
| Avril    | Ekpe Udoh         | Fenerbahçe Ülker Istanbul (2) |

### Trophées hebdomadaires

#### MVP par journée

##### Saison régulière
| Journée | Joueur                    | Équipe                               | Évaluation |
| ------- | ------------------------- | ------------------------------------ | ---------- |
| 1       | Patric Young              | Olympiakós Le Pirée                  | 26         |
| 2       | Ioánnis Bouroúsis         | Laboral Kutxa Vitoria Gasteiz        | 44         |
| 3       | Darius Adams              | Laboral Kutxa Vitoria Gasteiz (2)    | 29         |
| 4       | Felipe Reyes              | Real Madrid                          | 30         |
| 5       | Nicolò Melli              | Brose Baskets Bamberg                | 37         |
| 6       | Luke Harangody            | Darüşşafaka Doğuş                    | 35         |
| 7       | Jamel McLean              | Olimpia Milan                        | 36         |
| 8       | Nando de Colo Maik Zirbes | CSKA Moscou Étoile rouge de Belgrade | 33         |
| 9       | Gustavo Ayón              | Real Madrid (2)                      | 41         |
| 10      | Nobel Boungou Colo        | CSP Limoges                          | 34         |

##### Top 16
| Journée | Joueur                                  | Équipe                                                      | Évaluation |
| ------- | --------------------------------------- | ----------------------------------------------------------- | ---------- |
| 1       | Malcolm Delaney                         | Lokomotiv Kouban-Krasnodar                                  | 41         |
| 2       | Malcolm Delaney (2)                     | Lokomotiv Kouban-Krasnodar (2)                              | 30         |
| 3       | Felipe Reyes (2)                        | Real Madrid (3)                                             | 32         |
| 4       | Ioánnis Bouroúsis (2) Jan Veselý        | Laboral Kutxa Vitoria Gasteiz (3) Fenerbahçe Ülker Istanbul | 30         |
| 5       | Tyrese Rice                             | BC Khimki Moscou                                            | 35         |
| 6       | Yórgos Príntezis                        | Olympiakós Le Pirée (2)                                     | 37         |
| 7       | Gustavo Ayón (2)                        | Real Madrid (4)                                             | 41         |
| 8       | Anthony Randolph                        | Lokomotiv Kouban-Krasnodar (3)                              | 43         |
| 9       | Luigi Datome                            | Fenerbahçe Ülker Istanbul (2)                               | 29         |
| 10      | Ioánnis Bouroúsis (3)                   | Laboral Kutxa Vitoria Gasteiz (4)                           | 29         |
| 11      | Bradley Wanamaker                       | Brose Baskets Bamberg (2)                                   | 34         |
| 12      | Tyler Honeycutt                         | BC Khimki Moscou (2)                                        | 30         |
| 13      | Ioánnis Bouroúsis (4) Nando de Colo (2) | Laboral Kutxa Vitoria Gasteiz (5) CSKA Moscou (2)           | 35         |
| 14      | Nando de Colo (3)                       | CSKA Moscou (3)                                             | 36         |

##### Quarts de finale
| Match | Joueur               | Équipe                                        | Évaluation |
| ----- | -------------------- | --------------------------------------------- | ---------- |
| 1     | Miloš Teodosić       | CSKA Moscou (4)                               | 28         |
| 2     | Kyle Hines Ekpe Udoh | CSKA Moscou (5) Fenerbahçe Ülker Istanbul (3) | 25         |
| 3     | Ekpe Udoh (2)        | Fenerbahçe Ülker Istanbul (4)                 | 33         |
| 4     | Anthony Randolph (2) | Lokomotiv Kouban-Krasnodar (4)                | 28         |
| 5     | Chris Singleton      | Lokomotiv Kouban-Krasnodar (5)                | 27         |